# زاميا قليلة الملتحمات
زاميا قليلة الملتحمات (الاسم العلمي: Zamia paucijuga) هي نوع من النباتات تتبع جنس الزاميا من الفصيلة الزامية.